# 632년

## 연호
- 당(唐) 정관(貞觀) 6년
- 신라(新羅) 건복(建福) 49년

## 기년
- 당(唐) 태종(太宗) 6년
- 신라(新羅) 진평왕(眞平王) 54년 / 선덕여왕(善德女王) 원년
- 고구려(高句麗) 영류왕(榮留王) 15년
- 백제(百濟) 무왕(武王) 33년

## 사건
- 신라, 수도 금성에 첨성대를 세우다.
- 백제(百濟), 부여의자(扶餘義慈), 훗날 의자왕(義慈王)를 태자(太子)로 삼았다.
- 신라, 진평왕이 장녀 덕만에게 왕의 자리 물려주고 세상을 떠남.
- 덕만, 선덕여왕으로 왕의 자리에 오르다.

## 사망
- 신라(新羅)의 26대 국왕(國王) 진평왕(眞平王)
- 6월 8일 - 이슬람교의 창시자 무함마드

## 참고 문헌
- 김부식 (1145), 《삼국사기》  〈권28 백제본기 제육(百濟本紀第六) 의자왕(위키문헌 번역본)〉  /(국사편찬위원회 > 한국사데이타베이스 번역본)